# Xiphophorus clemenciae
Xiphophorus clemenciae е вид лъчеперка от семейство Poeciliidae.

## Разпространение
Видът е разпространен в Мексико.

## Описание
На дължина достигат до 5,1 cm.